# Tomàs Aguiló i Cortès
Tomàs Aguiló i Cortès (Palma, 1775-1856) va ser un poeta i autor d'entremesos que s'interessà per les matemàtiques, el dibuix i la música. Estudià humanitats i filosofia.
Fou el primer intel·lectual xueta; era fill d'un diputat del Carrer en la reclamació de la igualtat civil dels xuetes davant la cort de Carles III d'Espanya, pare de Tomàs Aguiló Forteza i oncle de Marian Aguiló Fuster. Publicà Rondalla de rondalles (1815), a l'estil de Francisco de Quevedo i Lluís Galiana, reeditat diverses vegades, Faules Mallorquines (1846) i l'entremès Més perd l'avariciós que l'abundós (1851). Feia ús d'un llenguatge fortament dialectalitzat.

## Biografia
Els historiadors i crítics literaris, a l'hora d'analitzar la seva obra, han topat amb una dificultat afegida al tarannà polifacètic d'Aguiló: la impossibilitat de bastir un catàleg fiable de les obres que escriví. Algunes són il·localitzables; d'altres estan signades amb unes inicials; algunes es troben disperses i sense inventariar i d'altres sembla que voregen el plagi.Tanmateix, pel que fa a la literatura, sabem que és autor d'un bon nombre de poesies escrites tant en castellà com en català, però, sens dubte, la seva obra més popular és la Rondaia de rondaies, publicada el 1815 i reeditada els anys 1817, 1834, 1881 i 1912.
Pel que fa a la música, dugué a terme una activitat remarcable com a compositor religiós, i és autor de tres oratoris: Oratorio sagrado a la virgen y mártir santa Eulalia, publicat el 1805, i l'Oratorio sacro a san Nicolás de Bari i l'Oratorio sacro a la Purísima Concepción, publicats el 1851 al volum Poesías sagradas. Aguiló optà per emprar el català (molt dialectal i col·loquial) en les obres més populars, mentre que les peces amb un registre culte o més seriós són escrites en llatí o en castellà.

## Obres
Tot i que algunes de les seves obres catalanes són íntegrament dialogades, com és el cas del Tractat apologètic sobre les veritats i fundaments de nostra santa Religió o de la Conversació entre un senyor rector i un pagès, no podem considerar-les creacions dramàtiques pròpiament en tant que no contenen gens d'acció i inclouen parlaments excessivament llargs. Sí que escriví, però, l'entremès Més perd l'avariciós que l'abundós, publicat el 1851. En aquesta peça d'un sol acte, Aguiló parteix del lloc comú del pare avar que no consent el casament de la filla i que, tanmateix, burlat pel gendre, haurà d'acabar avenint-s'hi. És un tema present en Molière, en Goldoni, en autors castellans que havien precedit el mallorquí, com ara Luis Quiñones de Benavente, o en d'altres de catalans, com ara Guillem Roca Seguí, que el mateix 1851 publicà també un entremès amb aquesta mateixa temàtica però sota el títol de Comèdia del misser miserable.
En general, l'obra és de caràcter popular i hi són constants els trets humorístics, la caricatura i la sàtira.